# ليو اولسن
ليو اولسن (بالنرويجية البوكمول: Leo Olsen)‏ (25 سبتمبر 1981 بكولومبيا - ) هو لاعب كرة قدم نرويجي في مركز الوسط. لعب مع ترومسو إيدريتسلاغ وTromsdalen UIL ‏ وHønefoss BK ‏ وHarstad IL ‏ وJevnaker IF ‏.

## وصلات خارجية
- ليو اولسن على موقع قاعدة بيانات كرة القدم.إي يو (الإنجليزية)